# Franc-Garde

La gamma, emblema de la "Milice française".

La Franc-Garde era l'unità combattente della Milice française, un'organizzazione paramilitare appartenente allo Stato francese sotto il governo di Vichy.

## Organizzazione
La Franc-Garde era un'unità paramilitare in uniforme permanente, costituita nel giugno 1943 con l'obiettivo, dichiarato da Joseph Darnand nel suo discorso programmatico del 30 gennaio 1943, di essere "istruita e tecnicamente preparata a lottare per essere sempre pronti per mantenere l'ordine".
Essa dovrebbe essere composta da uomini giovani e atletici, volontari e selezionati dopo un anno di appartenenza alla milizia. Il Franc-Garde, l'unica milizia in uniforme, ha adottato l'uniforme tipo Blue Mountain, modello 1941 (pantaloni da "sci" con ghette e scarponi, giacca e cintura, camicia cachi, cravatta nera, berretto inclinato a sinistra). Il simbolo della gamma, bianco su fondo nero, è stata indossata con badge o distintivo in metallo sul bavero diritto ricamato sul cappuccio.
L'organizzazione gerarchica della Franc-Garde era la seguente:
- "main" (un capo e quattro uomini),
- "dizaine" (corrispondente al gruppo di battaglia),
- "trentaine" (piccola sezione - in linea di principio, almeno uno in ogni capoluogo),
- "centaine" (centuria - in linea di principio, almeno uno in ogni città o della zona),
- "coorte" (piccolo battaglione di tre centaine),
- "centre" (piccolo reggimento di diverse coorti).

Ci sono due tipi di centaine: "normale", capace di spostarsi a piedi o in bicicletta, e "mobile", ossia dotata di moto, auto e camion.

## Armamento del franc-Garde
Inizialmente i componenti della Franc-Garde furono armati solo con pistole. Solo nell'autunno 1943, a seguito dei numerosi attentati contro i suoi membri, iniziò a ricevere alcune mitragliatrici recuperate durante il ponte aereo inglese con i maquis.
Nel gennaio 1944, dopo la creazione dello Stato di Vichy, veniva autorizzata ad equipaggiarsi con armi di piccolo calibro e perciò iniziare a costituire una sezione di mitragliatrici e mortai, per poter partecipare all'attacco nella zona della macchia Glières.
In primo luogo essa poté contare su: due mitragliatrici Sten inglesi, mitragliere-MAC 24/29 e fucili francesi MAS 36.

## Struttura del franc-Garde
All'inizio del 1944 il Franc-Garde contava circa 4.000 uomini (che secondo il Servizio di informazione del Comitato di liberazione nazionale francese erano invece 1687) così suddivisi:
- una coorte di Vichy,
- un centaine a Lione, Marsiglia e Tolosa,
- e trentaine in ciascuna dei quarantacinque dipartimenti del sud.

Tra l'ottobre e il novembre del 1944, con l'avanzata delle truppe alleate, migliaia di miliziani (tra i 10 ed i 15.000 militanti attivi) abbandonarono il suolo nazionale francese. Tra questi solo 2.300 francs-gardes furono dichiarati abili al combattimento:
- 1.800 furono inviati verso il campo di Wildflecken nei pressi della città di Ulm in Germania, dove furono ripartiti tra il 57º reggimento di fanteria SS, formato dai sopravvissuti della Légion des Volontaires Français (LVF), e tra il 58º reggimento di fanteria SS, formati dai sopravvissuti della "Französische SS-Freiwilligen-Sturmbrigade", per poi entrare a far parte della 33ª Divisione Charlemagne della Waffen SS.

- i rimanenti 500 costituirono un battaglione di fanteria sotto il comando diretto dell'ufficiale di marina Carus, già responsabile del servizio degli effettivi della Milice, che combatterà contro i partigiani a fianco dei fascisti della Repubblica Sociale Italiana nell'Italia del nord.